# Ардіан Лімані
Ардіан Лімані (алб. Ardian Limani, нар. 18 листопада 1993, Гнілане) — косовський футболіст, захисник клубу «Приштина». Виступав за низку косовських і македонських клубів. Дворазовий чемпіон Косова. Володар Суперкубка Косова та володар Кубка Косова.

## Ігрова кар'єра
Ардіан Лімані народився 1993 року в місті Гнілане, та є вихованцем футбольної школи місцевого клубу «Дріта». У 2013 році Лімані розпочав грати в основній команді того ж клубу, в якій виступав до 2016 року. Протягом 2016—2017 років футболіст грав у складі клубу «Феронікелі», а в 2017 році повернувся до клубу «Дріта», в якому цього разу грв до 2023 року, та став у складі команди дворазовим чемпіоном Косова та володарем Суперкубка Косова.
У 2023 році Лімані став гравцем македонського клубу «Шкендія». З 2024 року футболіст грає у складі косовського клубу «Приштина». У складі команди Лімані в сезоні 2024—2025 років став володарем Кубка Косова.

## Титули і досягнення
- Чемпіон Косова (2):

«Дріта» (Г'їлані): 2017–2018, 2019–2020
- Володар Суперкубка Косова (1):

«Дріта» (Г'їлані): 2018
- Володар Кубка Косова (1):

«Приштина»: 2024–2025